# Eberhard Mesomylius
Eberhard Mesomylius (eigentlich Eberhard Mittelmüller; * 1570 in Wetter; † 13. Februar 1630 in Bockenem) war ein deutscher lutherischer Geistlicher und Professor für Theologie an der Universität Rinteln.

## Leben
Eberhard Mesomylius besuchte ab 1587 das Pädagogium in Marburg und studierte ab 1589 bis 1591 Theologie in Marburg, Straßburg, Tübingen und Basel. 1599 wurde er Pfarrer der lutherischen Gemeinde in der freien Reichsstadt Gelnhausen. 1610 wechselte er auf eine Pfarrstelle nach Lemgo.
Im Jahre 1618 erhielt Mesomylius einen Ruf als Professor für Theologie an das Gymnasium in Stadthagen und später in Rinteln, wohin die Einrichtung im Jahre 1621 im Zuge des Dreißigjährigen Krieges verlegt wurde. Mesomylius wurde 1621 im Zusammenhang mit der Einweihungsfeier der Universität Rinteln zum Doktor der Theologie promoviert. 1623 floh Mesomylius nach Bockenem vor den Truppen des Herzogs Christian von Braunschweig, die die Universität zerstörten.
Herzog Friedrich Ulrich von Braunschweig und Lüneburg ernannte Mesomylius zum Generalsuperintendenten und ersten Prediger in Bockenem. Zeitgleich wurde er auch Konsistorialrat am Konsistorium Wolfenbüttel.
Der Dreißigjährige Krieg verfolgte ihn auch in Bockenem; 1626 besetzte der kaiserliche Feldherr Graf von Tilly das Pfarrhaus. Von hier aus organisierte Tilly seine Belagerungen der Städte Münden und Göttingen sowie die Schlacht gegen den Dänenkönig Christian IV. bei Lutter am Barenberge.
Mesomylius wurde 1628 vom  Bürgermeister und Rat von Bockenem hinsichtlich seiner offenen Worte gegen das Unrecht des Krieges wegen Beleidigung verklagt. Eberhard Mesomylius verstarb 1630 in Bockenem.